# Cabo Girão
O Cabo Girão é um promontório quase vertical situado na costa sul da Ilha da Madeira, concelho de Câmara de Lobos, a oeste do Funchal. O cabo tem uma altitude de 580m. O seu nome deriva do facto de ter sido utilizado como ponto de referencia para o retorno no primeiro dia de reconhecimento da costa madeirense.
No topo do seu declive vertical situa-se o geossítio do Miradouro do Cabo Girão, uma atração bastante popular por quem visita a ilha. Este miradouro foi mandado construir a 1 de Setembro de 1938 pela Delegação de Turismo da Madeira aquando da construção da estrada de acesso a este promontório. Em 2012, o miradouro sofreu uma requalificação e foi neste instalado um chão de vidro permitindo apreciar o acentuado declive em segurança.
Além do seu papel turístico, o Cabo Girão desempenhou um papel importante no desenvolvimento da ilha, tendo sido explorado durante séculos a extração de pedra na sua base para a construção de importantes monumentos na ilha como a Sé do Funchal, Convento de Santa Clara, Forte de São Tiago, edifício da Câmara Municipal do Funchal, Quinta das Cruzes, Palácio de São Lourenço, capela do Parque de Santa Catarina, entre outros.

Na sua base encontram-se três Fajãs resultantes de múltiplos desabamentos deste cabo: Fajã do Cabo Girão; a dos Asnos; e a das Beberas. Esta última tendo resultado de um desabamento ocorrido a 4 Março de 1930, que originando uma onda com cerca de 30 metros de altura vitimou cerca de 24 pessoas na Praia do Vigário (Câmara de Lobos). Até 2003, data em que foi construido um teleférico de acesso à Fajã das Beberas, o acesso a estas Fajãs era exclusivamente realizado pelo mar.

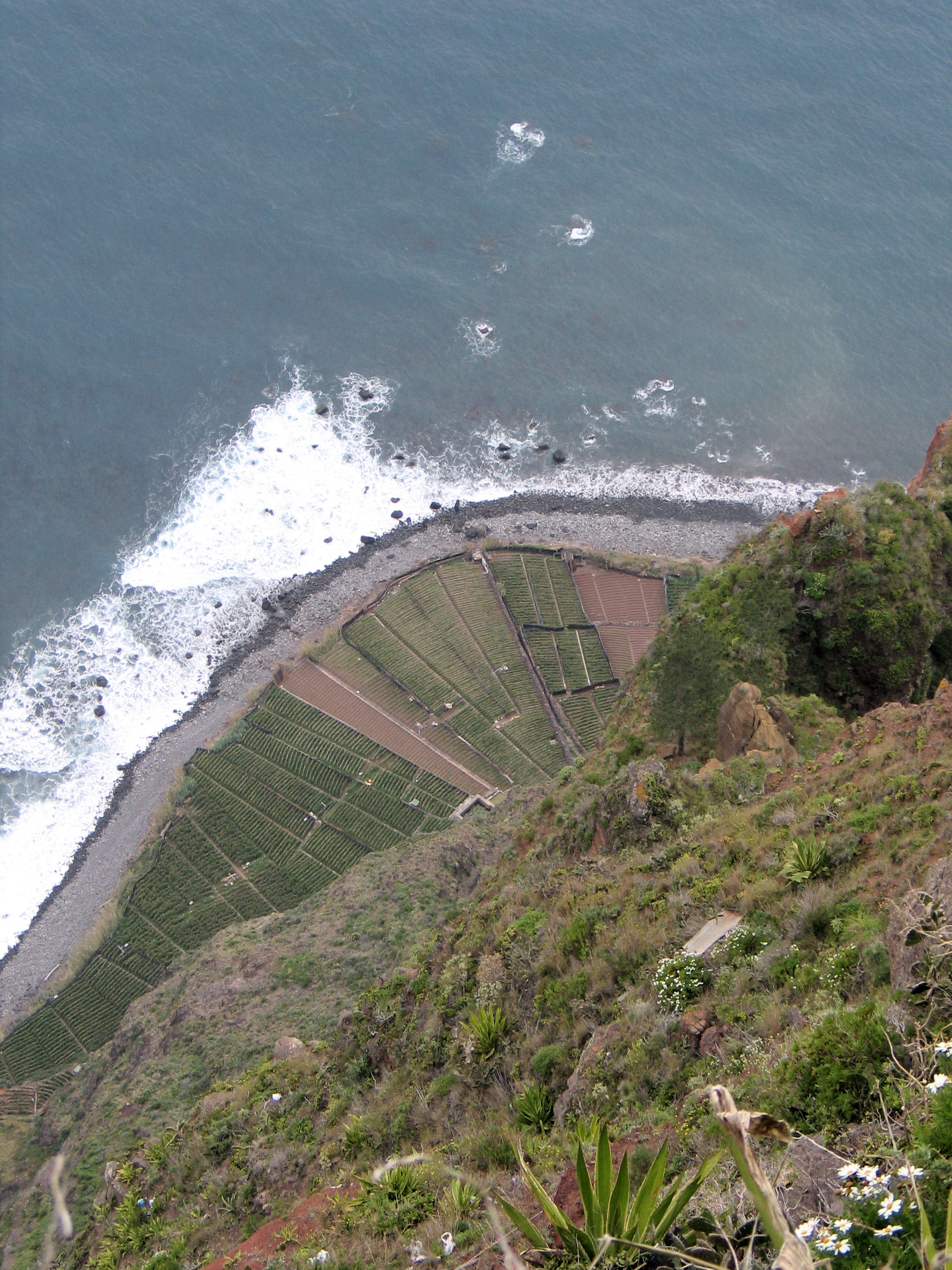
Vinhas na base do Cabo Girão